# El Carmen Tequexquitla
El Carmen Tequexquitla est une municipalité de Tlaxcala dans le sud-est du Mexique.